# Alfa Romeo 183T
L'Alfa Romeo 183T è una vettura di Formula 1 utilizzata dalla casa di Arese durante la stagione 1983.
Alcuni telai vennero successivamente ceduti alla Osella che ne derivò le proprie vetture usate dal 1984 al 1988.

## Caratteristiche
Disegnata da Gérard Ducarouge e da Mario Tollentino, pur sviluppando il concetto della 182T, era equipaggiata con un motore turbo V8 Tipo 890T, da qui la «T» che ne accompagnava il nome. Fu la prima monoposto Alfa Romeo di Formula 1 a correre spinta da un motore turbo, visto che la 182T era stata utilizzata solo nelle qualifiche del Gran Premio d'Italia 1982.
Ad inizio stagione venne equipaggiata con turbine prodotte dalla consociata Alfa Romeo Avio, troppo pesanti e con un tempo di risposta molto più alto delle altre turbine (tedesche e americane) disponibili sul mercato.
Subì due evoluzioni. La prima a metà 1983 con l'abbassamento del telaio nella zona serbatoio con riduzione di capienza e riduzione di peso (nelle ultime gare della stagione era previsto di imbarcare relativamente meno benzina ed effettuare rifornimenti a metà gara. La seconda (un solo esemplare nei colori "Benetton") nell'inverno 1984. Con "pance" più corte, sospensioni anteriori "pull-rod" anziché "bilanciere" e senza bocchettoni per i rifornimenti (vietati dal 1984).

## Carriera agonistica
La 183T ottenne 18 punti dalle 29 gare a cui partecipò. Andrea De Cesaris la portò per ben due volte al secondo posto, in Germania e in Sud Africa, e ottenne il giro veloce a Spa-Francorchamps, gara nella quale partì dalla seconda fila e guidò per lunghi tratti. Nelle qualifiche del Gran Premio di Francia lo stesso De Cesaris venne trovato con l'estintore vuoto, sicché il pilota venne squalificato: la responsabilità venne addossata a Ducarouge che venne licenziato in tronco.
L'altro pilota, Mauro Baldi, conquistò un quinto posto.

## Risultati
| Anno | Team                     | Motore          | Gomme | Piloti     |     |     |     |     |     |     |     |     |   |     |     |     |     |     |     | Punti | Pos. |
| ---- | ------------------------ | --------------- | ----- | ---------- | --- | --- | --- | --- | --- | --- | --- | --- | - | --- | --- | --- | --- | --- | --- | ----- | ---- |
| 1983 | Marlboro Team Alfa Romeo | Alfa Romeo 890T | M     | De Cesaris | NQ  | Rit | 12  | Rit | Rit | Rit | Rit | Rit | 8 | 2   | Rit | Rit | Rit | 4   | 2   | 18    | 6º   |
| 1983 | Marlboro Team Alfa Romeo | Alfa Romeo 890T | M     | Baldi      | Rit | Rit | Rit | 10* | 6   | Rit | 12  | 10  | 7 | Rit | Rit | 5   | Rit | Rit | Rit | 18    | 6º   |